# Michael O’Keefe
Michael O'Keefe, született Raymond Peter O'Keefe Jr. (Mount Vernon, 1955. április 24. –) amerikai színész.
1979-ben feltűnt A nagy Santini című filmdrámában, mellyel Oscar- és Golden Globe-díjra jelölték. Ezt követően fontosabb szereplései voltak a Golfőrültek (1980), a Páros csillag (1985) és a Michael Clayton (2007) című filmekben.
1993 és 1995 között a Roseanne című szituációs komédia szereplője volt.

## Filmográfia

### Film
| Év   | Magyar cím                  | Eredeti cím                | Szerep                   | Magyar hang            |
| ---- | --------------------------- | -------------------------- | ------------------------ | ---------------------- |
| 1978 | Mélytengeri vészjelzés      | Gray Lady Down             | Harris                   | Czvetkó Sándor         |
| 1979 | A nagy Santini              | The Great Santini          | Ben Meechum              | Németh Kristóf         |
| 1980 | Golfőrültek                 | Caddyshack                 | Danny Noonan             | Fekete Zoltán          |
| 1982 | Rémképtár                   | Split Image                | Danny 'Joshua' Stetson   |                        |
| 1983 | Kincs a kannibálok szigetén | Nate and Hayes             | Nathaniel Williamson     | Crespo Rodrigo         |
| 1984 | Utazó koporsó               | Finders Keepers            | Michael Rangeloff        | Stohl András           |
| 1985 | Páros csillag               | The Slugger's Wife         | Darryl Palmer            |                        |
| 1986 |                             | The Whoopee Boys           | Jake Bateman             |                        |
| 1987 | Gyomok között               | Ironweed                   | Billy Phelan             | Sinkovits-Vitay András |
| 1991 |                             | Out of the Rain            | Frank Reade              |                        |
| 1993 |                             | Me and Veronica            | Michael                  |                        |
| 1994 |                             | Kangaroo Court (rövidfilm) | ismeretlen szerep        |                        |
| 1994 | Nina szeretőt keres         | Nina Takes a Lover         | újságíró                 |                        |
| 1995 | Három kívánság              | Three Wishes               | Tom felnőttként          |                        |
| 1996 | Sivatagi játékok            | Edie & Pen                 | Ken                      |                        |
| 1996 | Kísért a múlt               | Ghosts of Mississippi      | Merrida Coxwell          | Czvetkó Sándor         |
| 2000 |                             | Just One Night             | Wayne                    |                        |
| 2001 | Az ígéret megszállottja     | The Pledge                 | Duane Larsen             | Láng Balázs            |
| 2001 |                             | Herman U. S. A.            | Dennis                   |                        |
| 2001 | A rejtélyek háza            | The Glass House            | Dave Baker               |                        |
| 2001 | Táncos visszatér            | Prancer Returns            | Mr. James Klock          |                        |
| 2002 | Tökös csaj                  | The Hot Chick              | Richard Spencer          | Haás Vander Péter      |
| 2003 | Indulatok útvesztője        | The Inner Circle           | Jack Scott               |                        |
| 2003 |                             | Delusion (rövidfilm)       | Magritte                 |                        |
| 2007 | Bűnök                       | An American Crime          | Bill Collier tiszteletes |                        |
| 2007 |                             | Cherry Crush               | Griffin nyomozó          |                        |
| 2007 | Michael Clayton             | Michael Clayton            | Barry Grissom            | Balázsi Gyula          |
| 2008 | A befagyott folyó           | Frozen River               | Finnerty rendőr          |                        |
| 2008 | Keith                       | Keith                      | Alan Ascher              |                        |
| 2009 |                             | American Violet            | Calvin Beckett           |                        |
| 2010 |                             | Chasing 3000               | Dr. Stuart               |                        |
| 2011 | Atlasz megremegett: 1. rész | Atlas Shrugged: Part I     | Hugh Akston              |                        |
| 2011 |                             | Apartment 143 / Emergo     | Dr. Helzer               |                        |
| 2012 |                             | A Thousand Cuts            | Frank                    |                        |
| 2013 |                             | The Wait                   | Ben apja                 |                        |
| 2013 |                             | Finding Neighbors          | Sam                      |                        |
| 2015 | Az élet ára                 | Eye in the Sky             | Ken Stanitzke            | Áron László            |
| 2018 | Instant család              | Instant Family             | Jerry                    | Forgács Gábor          |
| 2019 |                             | Inside Game                | Mr. Donaghy              |                        |
| 2020 |                             | Broken Poet                | Joe                      |                        |
| 2021 | Kísértő múlt                | Things Heard & Seen        | Travis Laughton          | Borbiczki Ferenc       |
| 2023 | A nagy ők                   | One True Loves             | Colin                    | Péter Richárd          |

### Televízió

#### Tévéfilm
| Év   | Magyar cím                       | Eredeti cím                               | Szerep                            | Magyar hang       |
| ---- | -------------------------------- | ----------------------------------------- | --------------------------------- | ----------------- |
| 1975 |                                  | Friendly Persuasion                       | Josh Birdwell                     |                   |
| 1976 | A Lindbergh bébi elrablása       | The Lindbergh Kidnapping Case             | Terry Long                        |                   |
| 1976 |                                  | Panache                                   | lovas                             |                   |
| 1976 |                                  | 33 Hours in the Life of God               | Freddie                           |                   |
| 1988 | Istentelen házasság              | Unholy Matrimony                          | Dr. Cassius William 'Bill' Sander | Rátóti Zoltán     |
| 1988 | Katasztrófa a rakétatámaszponton | Disaster at Silo 7                        | Mike Fitzgerald őrmester          |                   |
| 1989 | A csend hídja                    | Bridge to Silence                         | Dan                               |                   |
| 1990 | Túl fiatal a halálhoz?           | Too Young to Die?                         | Mike Medwicki                     | Turi Bálint       |
| 1990 |                                  | In the Best Interest of the Child         | Walt Colton                       |                   |
| 1990 | Rettegj tőlem!                   | Fear                                      | Jack Hays                         | Széles Tamás      |
| 1994 | A rettegés útja                  | Incident at Deception Ridge               | Jack Bolder                       | Epres Attila      |
| 1996 | Szomszédok                       | The People Next Door                      | Garrett James                     |                   |
| 1999 | Nincs igazság                    | Swing Vote                                | Arthur Jacklyn                    | Katona Zoltán     |
| 2003 | Gyermekeink védelmében           | Defending Our Kids: The Julie Posey Story | Mike Harris                       |                   |
| 2009 |                                  | Two Dollar Beer                           | apa                               |                   |
| 2011 | Válság a Wall Streeten           | Too Big to Fail                           | Chris Flowers                     | Haás Vander Péter |

#### Sorozat
| Év        | Magyar cím                                         | Eredeti cím                                               | Szerep                                              | Megjegyzések           |
| --------- | -------------------------------------------------- | --------------------------------------------------------- | --------------------------------------------------- | ---------------------- |
| 1974      |                                                    | The Texas Wheelers                                        | Jeff                                                | 1 epizód               |
| 1974–1977 | MASH                                               | M*A*S*H                                                   | Richard Travis tizedes / Tom                        | 2 epizód               |
| 1975      |                                                    | Lucas Tanner                                              | Brad Patterson                                      | 1 epizód               |
| 1975      |                                                    | The Blue Knight                                           | Scooter                                             | 1 epizód               |
| 1975–1977 |                                                    | The Waltons                                               | Chad Marshall                                       | 2 epizód               |
| 1976      |                                                    | Maude                                                     | Lee Harrison                                        | 1 epizód               |
| 1978      |                                                    | The Dark Secret of Harvest Home                           | Worthy Pettinger                                    | minisorozat (2 epizód) |
| 1980      |                                                    | A Rumor of War                                            | Walter Cohen hadnagy                                | minisorozat (2 epizód) |
| 1985      |                                                    | Alfred Hitchcock Presents                                 | Art Toomey                                          | 1 epizód               |
| 1985      |                                                    | The Hitchhiker                                            | Richard Shepard                                     | 1 epizód               |
| 1990–1991 |                                                    | Against the Law                                           | Simon MacHeath                                      | 17 epizód              |
| 1992      |                                                    | Middle Ages                                               | Ron Steffey                                         | 6 epizód               |
| 1993–1995 | Roseanne                                           | Roseanne                                                  | Fred                                                | 35 epizód              |
| 1996      | Végtelen határok                                   | The Outer Limits                                          | Eddie Wexler                                        | 1 epizód               |
| 1996–1997 |                                                    | Life's Work                                               | Kevin Hunter                                        | 18 epizód              |
| 2001      | Esküdt ellenségek                                  | Law & Order                                               | Cally Lonegan / Donald Lonegan professzor           | 1 epizód               |
| 2001      | Az elnök emberei                                   | The West Wing                                             | Will Sawyer                                         | 1 epizód               |
| 2001–2007 | Esküdt ellenségek: Bűnös szándék                   | Law & Order: Criminal Intent                              | Michael McShale atya / Dr. Eli Rush                 | 2 epizód               |
| 2002–2016 | Esküdt ellenségek: Különleges ügyosztály           | Law & Order: Special Victims Unit                         | Al Marcosi / Ronald McCain / Eugene O'Hannigan atya | 4 epizód               |
| 2003      | CSI: A helyszínelők                                | CSI: Crime Scene Investigation                            | Daniel Easton                                       | 1 epizód               |
| 2005      |                                                    | Night Stalker                                             | Doug Panero                                         | 1 epizód               |
| 2006      | Doktor House                                       | House                                                     | Fletcher Stone                                      | 1 epizód               |
| 2006      | A főnök                                            | The Closer                                                | Tim Hecht ügynök                                    | 1 epizód               |
| 2006      | Emberrablás                                        | Vanished                                                  | Bob Nagel                                           | 3 epizód               |
| 2007      |                                                    | State of Mind                                             | Petrovsky                                           | 1 epizód               |
| 2007      |                                                    | Saving Grace                                              | Lloyd Tierney atya                                  | 1 epizód               |
| 2007      | Gyilkos elmék                                      | Criminal Minds                                            | Dr. Stanley Howard                                  | 1 epizód               |
| 2008      | Gyilkos számok                                     | Numbers                                                   | Joseph Ezra tiszteletes                             | 1 epizód               |
| 2008      | Az utolsó órában                                   | Eleventh Hour                                             | Philip Gifford                                      | 1 epizód               |
| 2008–2009 | Testvérek                                          | Brothers & Sisters                                        | Wally Wandell                                       | 3 epizód               |
| 2009      | Szellemekkel suttogó                               | Ghost Whisperer                                           | Dr. Byrd                                            | 2 epizód               |
| 2010      | Lépéselőnyben                                      | Leverage                                                  | Darren Hoffman                                      | 1 epizód               |
| 2010      |                                                    | Outlaw                                                    | Dr. Damon                                           | 1 epizód               |
| 2011      | Minden lében négy kanál                            | Burn Notice                                               | Wallace                                             | 1 epizód               |
| 2012      |                                                    | Daybreak                                                  | Aaron Wilkins professzor                            | 1 epizód               |
| 2013      |                                                    | How to Live with Your Parents (For the Rest of Your Life) | Dr. Skrutz                                          | 1 epizód               |
| 2013      |                                                    | King & Maxwell                                            | Frank Rigby FBI-ügynök                              | 10 epizód              |
| 2014      | Luxusdoki                                          | Royal Pains                                               | Dave                                                | 1 epizód               |
| 2014      | Homeland – A belső ellenség                        | Homeland                                                  | John Redmond                                        | 8 epizód               |
| 2015–2016 |                                                    | Masters of Sex                                            | Harry Eshelman                                      | 6 epizód               |
| 2015–2016 | Az Álmosvölgy legendája                            | Sleepy Hollow                                             | Jack Walters                                        | 3 epizód               |
| 2016      | Sherlock és Watson                                 | Elementary                                                | Harris Waylon Greer                                 | 1 epizód               |
| 2016      | Zsaruvér                                           | Blue Bloods                                               | Tim Harrison hadnagy                                | 1 epizód               |
| 2016      |                                                    | Falling Water                                             | Mr. Jones                                           | 1 epizód               |
| 2017      | Feketelista                                        | The Blacklist                                             | Mr. Deavers                                         | 1 epizód               |
| 2017      | A szélhámos                                        | Sneaky Pete                                               | Winslow nyomozó                                     | 10 epizód              |
| 2019      |                                                    | The Enemy Within                                          | Paul Backus                                         | 2 epizód               |
| 2019–2021 | Város a hegyen                                     | City on A Hill                                            | Salvy Clasby                                        | 6 epizód               |
| 2022      | Győzelmi sorozat: A Lakers dinasztia felemelkedése | Winning Time: The Rise of the Lakers Dynasty              | Jack Kent Cooke                                     | 1 epizód               |
| 2023      | Milliárdok nyomában                                | Billions                                                  | Eric Scott                                          | 1 epizód               |

## Fordítás
- Ez a szócikk részben vagy egészben  a   Michael O'Keefe című angol Wikipédia-szócikk ezen változatának fordításán alapul.  Az eredeti cikk szerkesztőit annak laptörténete sorolja fel. Ez a jelzés csupán a megfogalmazás eredetét és a szerzői jogokat jelzi, nem szolgál a cikkben szereplő információk forrásmegjelöléseként.